# Isoperla miwok
Isoperla miwok és una espècie d'insecte plecòpter pertanyent a la família dels perlòdids.

## Descripció
- La larva mascle fa entre 9 i 11 mm de llargària corporal.[7]

## Hàbitat
En el seu estadi immadur és aquàtic i viu a l'aigua dolça, mentre que com a adult és terrestre i volador (des de finals del març fins a principis del maig, o finals si l'any ha estat més humit del normal).

## Distribució geogràfica
Es troba a Nord-amèrica: els contraforts de Sierra Nevada (Califòrnia, els Estats Units).